# グルヴェイグ
グルヴェイグ（グッルヴェイグとも。Gullveig）は北欧神話に登場する、おそらくはヴァン神族の一員の女神である。その名前は「黄金の力」を意味する。彼女は『古エッダ』の『巫女の予言』に登場する。

## 解説

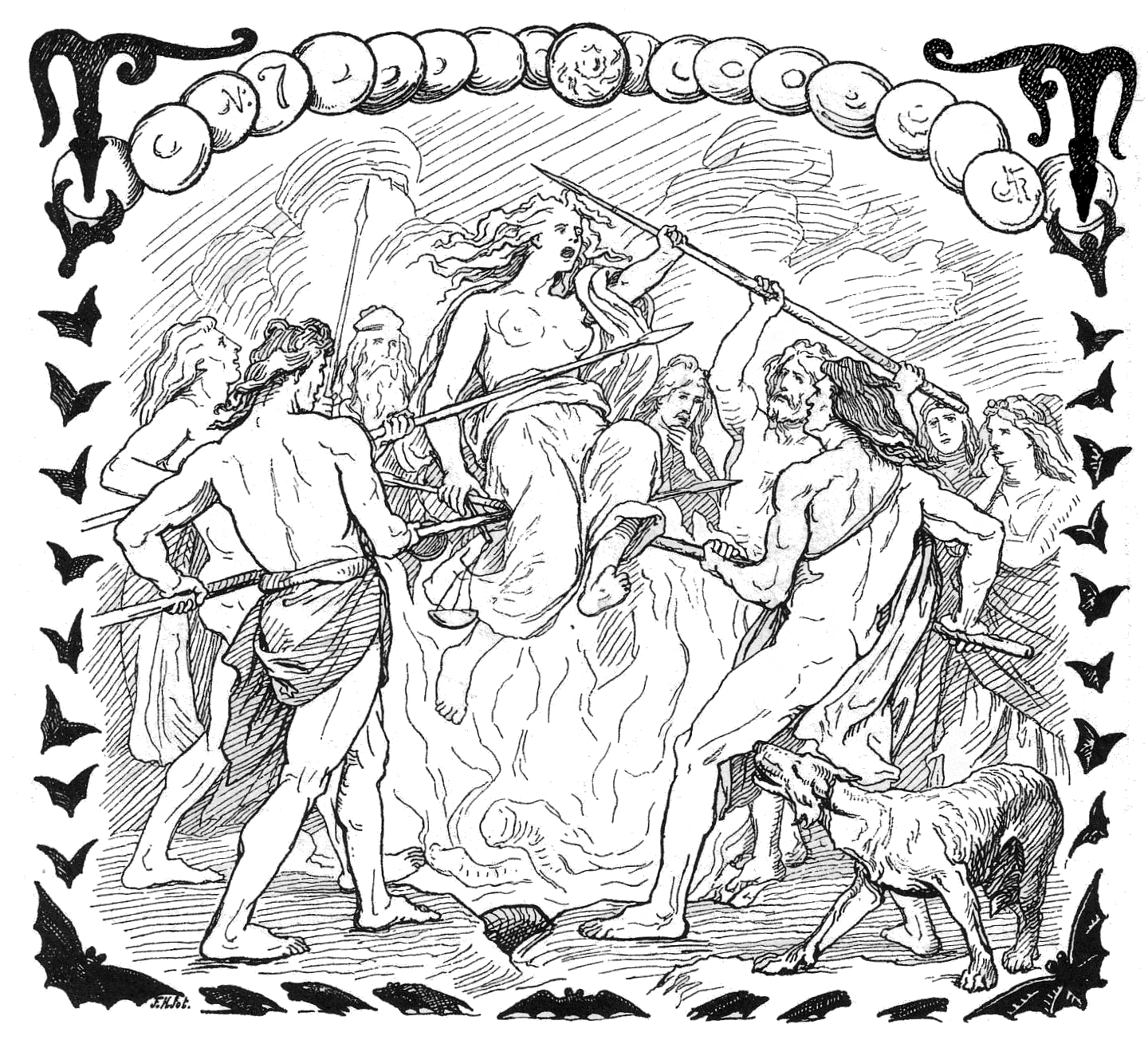
ローランス・フレーリクによって描かれたグルヴェイグの処刑。

『巫女の予言』によればグルヴェイグは、ハールと名乗るオージンの館の広間において、アース神族達によって体を槍で貫かれ、また3回焼かれたが、そのたびに蘇った。これを神々が何度繰り返してもグルヴェイグを殺すことができなかったという。
さらにグルヴェイグは、ヘイス（へース）と名乗って（人間の？）家々を回り、魔法を使った。それは悪い女性たち（『巫女の予言』の別の節に出てくる「いまわしい3人の巨人の女性」だと考えられている）に性的な悦びをもたらしたとも語られている。ここで魔法については、「太鼓でガンド（巫術セイズで召喚される精霊）を呼び出した」（古ノルド語: vitti ganda）という表現が使われている。
このグルヴェイグの正体は女神フレイヤであろうというのが一般的な見方のようである。フレイヤもまたセイズを使うことができ、オージンにその使い方を教えたとされている。
これとは別に、グルヴェイグが登場する節より前の節に、神々は黄金で作られたものには何不自由なかったといった記述がある。シーグルズル・ノルダルによれば、こうした環境に現れたグルヴェイグ（黄金の擬人化）によって、神々は黄金に対する欲望をかきたてられ、それが後の節で語られるアース神族とヴァン神族との抗争の一因になったという。

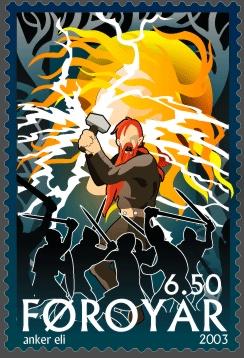
アンカー・エリ・ペーターセンによって描かれたグルヴェイグの処刑と神々の抗争。フェロー諸島で2003年に発行された郵便切手より。

こうしてグルヴェイグがアース神族から傷つけられたこと、あるいはグルヴェイグの魔法によりアース神族が侮辱されたことから、アース神族とヴァン神族との間で抗争が始まった。
この戦争はどうやらヴァン神族のほうが優勢だったようで、アースガルズの防備壁は彼らに破壊されてしまった。終戦後、和解した両者は人質交換をしたが、スノッリ・ストゥルルソンの『ユングリング家のサガ』では人質としてヴァン神族が送ってきたのがニョルズ、フレイの二人とされている。しかしフレイヤは父、兄とともにアース神族の仲間入りをしている。その記述に従うとすれば、フレイヤはグルヴェイグという名ですでにアースガルズにいたから名前が省かれたと推測できると考える研究者もいる。

## 学説
水野知昭によれば、グルヴェイグを貫いた槍は実はアース神族の男性器（ファロス）の隠喩であって、つまり集団レイプがあったことから、彼女を誰かアースの男神の花嫁にと送り込んだヴァン神族を怒らせたとも解釈できるという。
またジョルジュ・デュメジルは、アース神族とヴァン神族の戦争は印欧時代の神話に遡ると考え、ローマ伝説のローマ人とサビーニ人の抗争と同一起源であるとした。この説によれば、グルヴェイグは、ローマを裏切りサビーニ人に砦を明け渡した女性タルペーイアに相当する（グルヴェイグには「黄金」という意味が含まれるが、タルペーイアも黄金で買収されてローマを裏切った）。